# Sex, hopp & kärlek
Sex, hopp & kärlek är en svensk romantisk film från 2005 i regi av Lisa Ohlin.

## Handling
Birgit lever ett helt vanligt Svensson-liv med maken Lennart och tonårsdottern Marie. Men tillvaron ställs på huvudet när hon plötsligt möter sin ungdomskärlek Bertil. Han är programledaren för TV:s Sex, hopp & kärlek där någon får hjälp att hitta den rätte.

## Medverkande (i urval)
- Ing-Marie Carlsson – Birgit
- Krister Henriksson – Bertil
- Peter Edding – Arne
- Lennart Jähkel – Lennart
- Mira Eklund – Marie
- Oliver Loftéen – Jonas
- Else-Marie Brandt – Solbritt